# Folha de S. Paulo
Folha de S. Paulo (även Folha de São Paulo eller bara Folha) är en brasiliansk dagstidning som utkommer i São Paulo. Sedan 1986 har den, med undantag för åren 2010–2013 samt några enstaka månader, varit den brasilianska dagstidningen med den största upplagan.
Tidningen är tillsammans med O Globo och O Estado de S. Paulo en av Brasiliens tre stora nationella tidningar.
Folha de S. Paulo grundades 1921 av journalisterna Olival Costa och Pedro Cunha, som en kvällstidning under namnet Folha da noite. I juli 1925 började morgonupplagan Folha da Manhã att ges ut, och 1949 kom eftermiddagsupplagan Folha da Tarde. De tre utgåvorna slogs i januari 1960 ihop till tidningen Folha de S. Paulo.